# 涙のパーティー
「涙のパーティー」（なみだの - ）は、1985年10月19日に発売されたチューリップの通算29枚目のシングル。

## 解説
同年8月31日に発売されたアルバム『I Like Party』からのリカットで、チューリップ第2期と区分けされる時期の最後のシングルである。
ただし、第2期末期の状況については今もなおメンバーの口が固く、大体判明しているのは以下の通りである。
財津和夫による楽器のデジタル化やポップ路線への反感を強めていた安部俊幸、姫野達也、伊藤薫の3人は、アルバム制作中の同年夏頃、「アイ・アイ・アイ」と「サマー・レイン・ラプソディ」を製作した直後に事実上脱退する（これら2曲は6月29日にシングルとして発売）。
ギタリストとボーカル、そしてドラマーの3人を一気に失った財津は窮地に陥り、既にサポートメンバーとして参加していた松本淳や、セッションミュージシャンの鳥山雄司らと共に制作し、コーラスは自身の多重録音を駆使するなどしてアルバムを完成させた（財津は後にこの時期を2.5期と表現している）。
安部ら3人の脱退はアルバム発売時点では公表されなかったが、上記のアルバムにはタイトル曲となるはずだった曲「I Like Party」は収録されておらず、3人が参加したのは上記の通り「アイ・アイ・アイ」と「サマー・レイン・ラプソディ」のみで、ジャケットも財津一人だけが写るなど、3人の脱退を事実上暗示するものとなっていた（アルバム自体も打ち沈んだ曲調が多く、「I Like Party」は明るい曲調のため没になったと考えられる）。結局、オリジナルメンバーで行われるはずだったライブ「I Like Party」は新たに加入した丹野義昭とサポートメンバーにより同年9月から開始され、「I Like Party」、そして本曲も披露された。財津はライブにおいて3人の脱退を公表した。
ジャケットは二つ折りで、表はシャンパングラスを持った手のイラスト。歌詞カード面の反対側にはシンプジャーナルの大越正実によるチューリップの展望とツアーのスケジュールが、ジャケット裏面にはメンバー脱退の告知文（内容的には一時的な脱退をほのめかしている）が記載されている。契約上の問題からか、正式に安部ら3人の脱退が告知されたのは上記のライブが終了した翌86年3月13日のことであった（直後に3人はオールウェイズを結成した）。1989年のチューリップ解散ライブ『FINAL Tour Well』では姫野、安部がゲストとして参加し、本曲を披露した（2022年現在、本曲のライブ演奏はこれが最後である）。
曲自体は、上記の「I Like Party」とは対照的に、一人でシャンペンを飲む男の悲哀が歌われている。
上記の通り、コーラス部分は財津による多重録音が用いられている。

## 収録曲
全曲作詞・作曲：財津和夫 編曲：チューリップ
1. 涙のパーティー
2. ハーバー・ヴュー・ホテル
  - A面同様、アルバム「I Like Party」からのリカット。第3期のライブでは定番曲であり、サポートメンバーのギターソロが聴きどころだった。